# Donovan Džavoronok
Donovan Džavoronok (ur. 23 lipca 1997 w Brnie) – czeski siatkarz, grający na pozycji przyjmującego, reprezentant Czech. 
Jego ojciec Milan i młodszy brat Matyáš są siatkarzami. 

## Sukcesy klubowe
Puchar Challenge:
- 2019

Puchar CEV:
- 2022[7]

Klubowe Mistrzostwa Azji:
- 2022[8]

Klubowe Mistrzostwa Świata:
- 2022[9]

Mistrzostwo Włoch:
- 2023[10]

## Sukcesy reprezentacyjne
Liga Europejska:
- 2018

## Nagrody indywidualne
- 2015: MVP czeskiej Ekstraligi w sezonie 2014/2015
- 2018: Najlepszy przyjmujący Ligi Europejskiej